# Malý Lapáš
Malý Lapáš (ungarisch Kislapás) ist eine slowakische Gemeinde im Okres Nitra und im Nitriansky kraj mit 1514 Einwohnern (Stand 31. Dezember 2024).

## Geographie
Die Gemeinde befindet sich Westteil des Hügellands Žitavská pahorkatina (Teil des Donauhügellands) am mittleren Lauf des Baches Kadaň. Das Ortszentrum liegt auf einer Höhe von 170 m n.m. und ist neun Kilometer von Nitra entfernt.
Nachbargemeinden sind Pohranice im Norden, Dolné Obdokovce im Osten, Veľký Lapáš im Süden, Nitra im Westen und Nitrianske Hrnčiarovce im Nordwesten.

## Geschichte

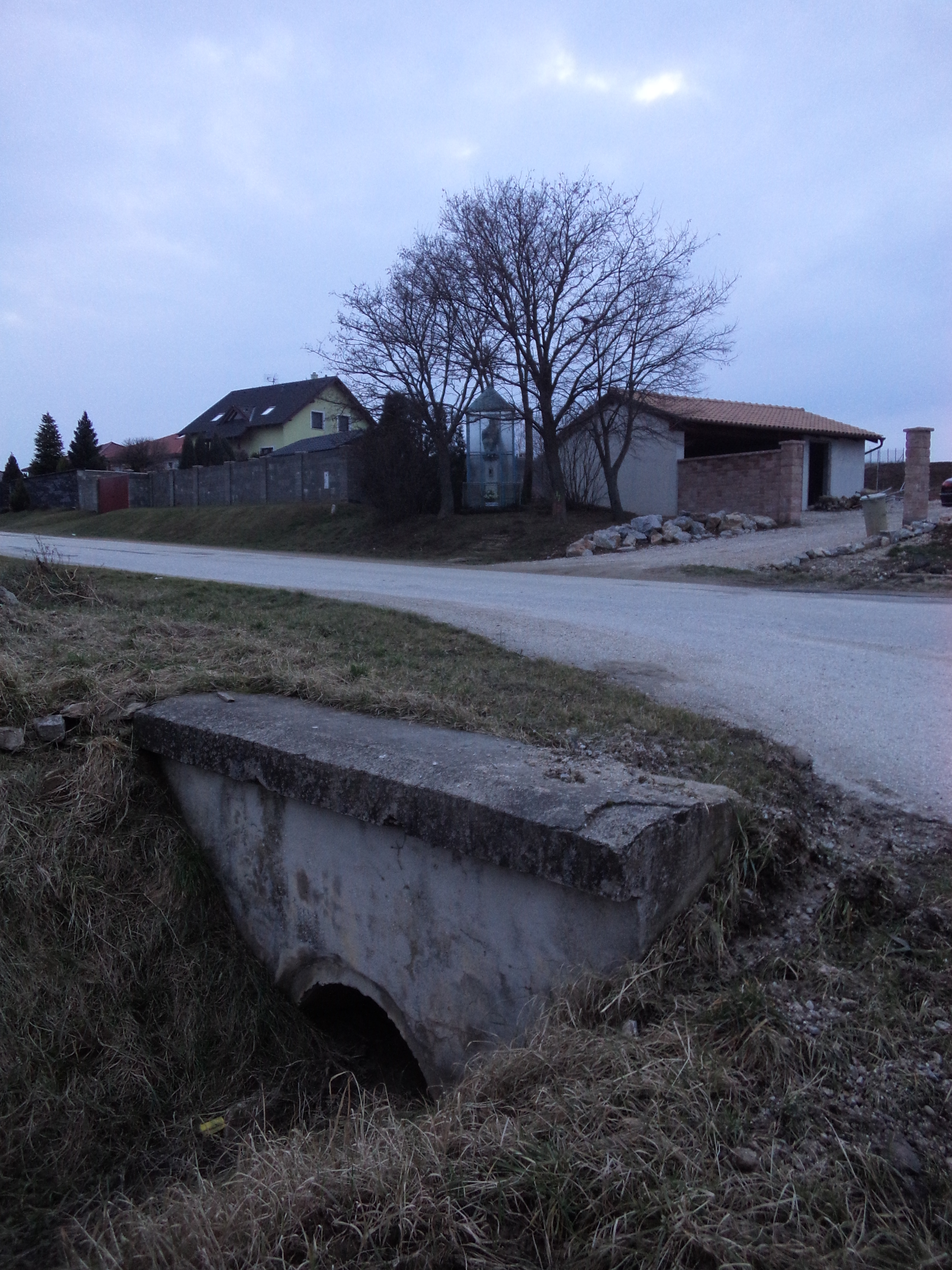
Malý Lapáš

Der Ort entstand durch Teilung der landadeligen Güter im benachbarten Veľký Lapáš und wurde zum ersten Mal 1474 als Kyslapas schriftlich erwähnt. Von dem ersten Einfall der Türken in die Gegend bis zum Anfang des 17. Jahrhunderts war das Dorf gegenüber dem Osmanischen Reich tributpflichtig. Zu dieser Zeit gab es 10 Häuser. Im 18. Jahrhundert wohnten in Malý Lapáš sechs Edelmänner, dazu ließ Graf Jánoky in der Gemarkung Jáger ein Landschloss bauen. 1787 zählte man 36 Häuser und 212 Einwohner im landwirtschaftlich geprägten Ort.
Bis 1918 gehörte der im Komitat Neutra liegende Ort zum Königreich Ungarn und kam danach zur Tschechoslowakei beziehungsweise heute Slowakei. 1924–25 sowie 1927–28 wurde ein Großteil der Grundstücke der Großgutsbesitzer parzelliert, doch erst 1945 wurden auch restliche Besitzungen des Grafen Jánoky verstaatlicht und parzelliert.
Von 1960 bis 1990 war Malý Lapáš zusammen mit Veľký Lapáš Teil der Einheitsgemeinde Lapáš.

## Bevölkerung
| Jahr                | 1994 | 2004     | 2014     | 2024      |
| ------------------- | ---- | -------- | -------- | --------- |
| Anzahl der Personen | 336  | 385      | 714      | 1514      |
| Unterschied         |      | +14,58 % | +85,45 % | +112,04 % |

| Jahr                | 2023 | 2024    |
| ------------------- | ---- | ------- |
| Anzahl der Personen | 1492 | 1514    |
| Unterschied         |      | +1,47 % |

Gemäß der Volkszählung 2011 wohnten in Malý Lapáš 539 Einwohner, davon 516 Slowaken, 11 Magyaren und 2 Tschechen. 10 Einwohner machten keine Angabe zur Ethnie.
460 Einwohner bekannten sich zur römisch-katholischen Kirche, jeweils 4 Einwohner zu den Zeugen Jehovas, zur Evangelischen Kirche A. B. sowie zur reformierten Kirche, 2 Einwohner zur griechisch-katholischen Kirche und ein Einwohner zur tschechoslowakischen hussitischen Kirche; 5 Einwohner bekannten sich zu einer anderen Konfession. 26 Einwohner waren konfessionslos und bei 33 Einwohnern ist die Konfession nicht ermittelt.